# Бат-Кхела
Бат-Хела (англ. Batkhela) — город в Пакистане, столица округа Малаканд. Расположен в провинции Хайбер-Пахтунхва.

## История
В период между 1895 и 1912 гг. Британская империя активно развивала инфраструктуру в Бат-Кхеле. Многое из построенного до сих пор пригодно для эксплуатации. Британцы связали города дорожным сообщением, вырыли несколько каналов для орошения земель, построили дома для местного населения и правительственные здания. Наиболее важные системы ирригационной системы, также были построены в 1912 году и до сих пор выполняют свои функции по орошению. Британцы покинули город после обретения Пакистаном независимости 14 августа 1947 года. Затем в городе была создана Джирга (совет старейшин племен).

## Демография
| 1998   | 2010   |
| ------ | ------ |
| 38 222 | 39 885 |